# Bahía Solano
Bahía Solano est une municipalité située dans le département de Chocó, en Colombie.

## Localités
- Ville balnéaire de El Valle.